# 葵丘の会盟
葵丘の会盟（ききゅうのかいめい）は、春秋時代の会盟。斉の桓公が主催した。

## 歴史
紀元前651年、斉の桓公は宋領の葵丘（現在の河南省商丘市民権県）に魯・宋・衛・鄭・許・曹等の国相が盟を結んだ。桓公は五条の禁令を定めた。周の襄王は宰孔を派遣した。周から周王室の祖先（文王・武王）の祭祀に用いた文武の胙と赤色の矢を賜った。これは周の天子から桓公の覇者の地位を認められたことを意味する。この会盟は斉の全盛期でもあった。
『春秋穀梁伝』・『春秋左氏伝』・『春秋公羊伝』には葵丘の会盟が記載されている。『春秋穀梁伝』は五条の禁令が記されている。

## 禁令の内容
- 黄河の流れを変えてはならない。
- 飢餓のときは助け合う。
- 嫡子を変えてはならない。
- 妾を正妻にしてはならない。
- 妻を国事に参与させてはならない[2]。